# EXIT TUNES PRESENTS Vocarhythm feat.初音ミク
『EXIT TUNES PRESENTS Vocarhythm feat.初音ミク』（エグジット・チューンズ・プレゼンツ ヴォーカリズム フィーチャリング・はつねミク）は、2009年3月4日に発売された、音声合成ソフト初音ミクをボーカルに用いた楽曲のコンピレーション・アルバム。発売元はEXIT TUNES、販売元はポニーキャニオン。
キャッチコピーは「聴かせて、君の永遠の歌声を」。

## 概要
EXIT TUNESボカロコンピシリーズの第1作。今作に限り、「Vocalo○○」のタイトルではない。動画共有サイトで初音ミクを用いて発表されたボーカル曲、12人の作曲者が手がけた15曲を収録している。初音ミクの定番の人気曲を集めており、収録曲の関連動画を含めた合計再生数は2009年1月12日時点で1333万回を越えるとされる。ジャケットイラストレーターはしめ子。「白ミク」と題された白い初音ミクが描かれている。
本アルバムは当初2009年2月4日の発売を予定していたが、印刷関連の不具合により発売直前に急遽1ヵ月後の3月4日に変更され、同じ初音ミクを用いた「supercell feat.初音ミク」のアルバム『supercell』と同日の発売となっている。さらに、同月25日にはlivetune feat.初音ミクの『Re:MIKUS』、doriko feat.初音ミクの『unformed』も発売され、2009年4月6日付オリコンチャートでそれぞれ18位、26位にランクイン、4週目となっていた本アルバムと『supercell』も96位と36位にランクインし、初音ミクをフィーチャーした作品がトップ100圏内に4作同時にランクインすることとなった。

## 収録曲
1. 初音ミクの消失 [4:46]
  - cosMo@暴走P feat. 初音ミク（作曲・作詞：cosMo@暴走P）
    - 詳細は該当項目を参照。
2. 恋スルVOC@LOID [4:51]
  - OSTER project feat. 初音ミク（作曲・作詞：OSTER project）
    - VOCALOIDのムーブメントの立役者の一人であるOSTER projectが初音ミク購入後最初に発表した曲で[5]、初音ミクがユーザーに語りかける楽曲という構想で作られている[6]。OSTER projectのアルバム『みくのかんづめ』、コンピレーション・アルバム『CDで聞いてみて。 〜ニコニコ動画せれくちょん〜』、『初音ミク ベスト〜impacts〜』にも収録されている。
3. Packaged [4:54]
  - livetune feat. 初音ミク（作曲・作詞：kz）
    - 初音ミクの名称やイラストを用いたCDで初めてのメジャーリリースとなった『Re:package』にも収録されているlivetuneの代表曲のひとつ。kzがVOCALOIDを使って初めて作った曲で、初音ミクのムーブメントの一翼を担った名曲とされる[7]。自由国民社の『現代用語の基礎知識2009』には同曲のサビの歌詞の一部「わたしの歌声 届いているかな」が一項目として掲載されている[8]。コンピレーション・アルバム『初音ミク ベスト〜memories〜』にも収録されている。
4. 夕日坂 [6:10]
  - doriko feat. 初音ミク（作曲・作詞：doriko）
    - dorikoの代表曲の一つであるラブソング[9]。dorikoのシングル『夕日坂』、アルバム『unformed』にも収録されている。
5. ミラクルペイント [4:19]
  - OSTER project feat. 初音ミク（作曲・作詞：OSTER project）
    - 曲に絵をつけてくれるイラストレーターへの感謝の気持ちをこめたというジャズ調のラブソング[6]。初音ミクの正確に音程が取れるという特性を最大限に活かした曲にするため曲中にスキャットが取り入れられている[6]。OSTER projectのソロアルバム『みくのかんづめ』、コンピレーション・アルバム『初音ミク ベスト〜memories〜』、『MOER feat.初音ミク -2nd anniversary-』にも収録されている。
6. あなたの歌姫 [3:05]
  - azuma feat. 初音ミク（作曲・作詞：azuma）
    - ピアノと初音ミクのみというシンプルな構成のバラードで[10]、「あなたの歌姫」である初音ミクがユーザーにもっと歌わせてと請う歌となっている。NHK-BS2『ザ☆ネットスター!』第一期エンディングテーマ曲としても用いられた。コンピレーション・アルバム『初音ミク ベスト〜memories〜』ではazumaによるセルフアレンジバージョンが収録されている。
7. えれくとりっく・えんじぇぅ [3:15]
  - ヤスオ feat. 初音ミク（作曲・作詞：ヤスオ）
    - タイトルにある「えんじぇぅ」はangelがネイティブ・スピーカーの発音ではそのように聞こえるということで付けられた。電子の心に芽生えた自我をテーマとしている。コンピレーション・アルバム『初音ミク ベスト〜memories〜』にも収録されている。
8. 子猫のパヤパヤ [3:37]
  - ワンカップP feat. 初音ミク（作曲・作詞：ワンカップP）
    - ワンカップPの自宅の飼い猫をモデルに作成された楽曲[11]。元々は初音ミクを用いて発表するより10年ほど前に作った曲だという[11]。この曲をモチーフとした絵本「こねこのパヤパヤ」も出版されている。また、コンピレーション・アルバム『ぼーかろいど みんなのうた』収録バージョンは、KAITOとMEIKOが加わっている。
9. 月花ノ姫歌 [3:23]
  - ちえ feat. 初音ミク（作曲：ちえ 作詞：リョータイ）
    - 竹取物語を歌詞のモチーフとした楽曲。
10. この想い伝えたくて [3:27]
  - 鼻毛P feat. 初音ミク（作曲・作詞：鼻毛P）
    - 初音ミクのツンデレ（？）ソングとされる。
11. 永久に続く五線譜 [3:59]
  - デッドボールP feat. 初音ミク（作曲・作詞：デッドボールP）
    - デッドボールPの楽曲の中でも高い人気を誇る曲で、アルバム『EXIT TUNES PRESENTS THE VERY BEST OF デッドボールP loves 初音ミク』にも収録されている[12]。
12. タイムリミット [4:15]
  - North-T feat. 初音ミク（作曲・作詞：畳）
    - DTMマガジン2007年11月号付属[13]の初音ミク体験版をテーマにして作成された曲。1番までで利用期限が切れ、2番が期限の切れた後、最後にユーザーが製品版を購入するという流れになっている。コンピレーション・アルバム『初音ミク ベスト〜memories〜』には「-Endless-」が付いたショートバージョンが収録されている。
13. モノクロアクト [3:44]
  - doriko feat. 初音ミク（作曲・作詞：doriko）
    - dorikoのソロアルバム『unformed』にも収録されている。
14. celluloid [3:57]
  - baker feat. 初音ミク（作曲・作詞：baker）
    - 動画投稿サイトでは当初タイトルに初音ミクの名前を付けずに公開していたという曲[14]。VOCALOIDの可能性を自分なりに追求したと言う。bakerのメジャーデビューアルバム『filmstock』、コンピレーション・アルバム『初音ミク ベスト〜memories〜』にも収録されている。
15. ∞ [4:45]
  - cosMo@暴走P feat. 初音ミク（作曲・作詞：cosMo@暴走P）
    - 読みは「インフィニティ」（歌詞中）。RPGのラスボスのイメージで作ったと言う。本アルバムに収録されている「初音ミクの消失」、cosMo@暴走Pのメジャーアルバム『初音ミクの消失』に収録されている「初音ミクの終焉」とリンクしている。